# Сан Марино на Летњим олимпијским играма 2004.
Сан Мариноје на Олимпијским играма у Атини 2004. учествовао једанасети пут од првог наступа на Олимпијским играма у Риму 1960.
Делегацију Сан Марина чинило је петоро такмичара (4 мушкарца и 1 жена) који су се такмичили у 3 појединачна спорта. Најмлађи учесник био је пливач Емануеле Николини са 20 година 117. дана, а најстарији стрелац Франческо Амичи са 44 године и 192 дана, којем је ово било четврто узастопно учешће на Играма.
На свечаном отварању заставу је носио пливач Дијего Муларони, коме је ово било треће узастопно учешће на Олимпијским играма.
Екипа Сан Марина није освојила ниједну медаљу, нити је постигла неки рекорд.

## Учесници по спортовима
| Спорт           | Мушкарци | Жене | Укупно |
| --------------- | -------- | ---- | ------ |
| Атлетика        | 1        | 9    | 1      |
| Пливање         | 2        | 0    | 2      |
| Стрељаштво      | 1        | 1    | 2      |
| Укупно 3 спорта | 4        | 1    | 5      |

## Резултати

### Атлетика
Мушкарци
| Атлетичар  | Дисциплина | Лични рекорд | Предтакмичење | Предтакмичење | Квалификације        | Квалификације        | Полуфинале           | Полуфинале           | Финале               | Финале        | Детаљи |
| Атлетичар  | Дисциплина | Лични рекорд | Резултат      | Место         | Резултат             | Место                | Резултат             | Место                | Резултат             | Место         | Детаљи |
| ---------- | ---------- | ------------ | ------------- | ------------- | -------------------- | -------------------- | -------------------- | -------------------- | -------------------- | ------------- | ------ |
| Афа Исмаил | 100 м      | 10,60        | 10,76         | 7. у гр. 9    | Није се квалификовао | Није се квалификовао | Није се квалификовао | Није се квалификовао | Није се квалификовао | =63 / 80 (84) |        |

### Пливање
Мушкарци
| Пливач            | Дисциплина     | Лични рекорд | Група   | Група      | Полуфинале           | Полуфинале           | Финале               | Финале  | Детаљи |
| Пливач            | Дисциплина     | Лични рекорд | Време   | Пласман    | Време                | Пласман              | Време                | Пласман | Детаљи |
| ----------------- | -------------- | ------------ | ------- | ---------- | -------------------- | -------------------- | -------------------- | ------- | ------ |
| Дијего Муларони   | 200 м слободно | 1:53,70 НР   | 1:56,18 | 8. у гр. 3 | Није се квалификовао | Није се квалификовао | Није се квалификовао | 56 / 59 |        |
| Емануеле Николини | 400 м слободно |              | 4:08,28 | 3 у гр. 1. |                      |                      | Није се квалификовао | 42 / 46 |        |

### Стрељаштво
Стрељаштво је за Сан Марино био најјачи спорт на Играма у Атини. Амичи се за два круга није успео пласирати у финале, а Феличи је била још ближа, јер је пласмам у финале изгубила у распуцацању за један круг.
Мушкарци
| Стрелац         | Дисциплина | Квалификација       | Квалификација | Финале           | Финале           | Плаасман | Детаљи |
| Стрелац         | Дисциплина | Резултат            | Пласман       | Резултат         | Укупно           | Плаасман | Детаљи |
| --------------- | ---------- | ------------------- | ------------- | ---------------- | ---------------- | -------- | ------ |
| Франческо Амичи | Трап       | 119 (25+25+23+24+22 | 7             | Није се пласирао | Није се пласирао | = 7 / 35 |        |

Жене
| Стрелац         | Дисциплина | Квалификација | Квалификација | Финале            | Финале            | Плаасман | Детаљи |
| Стрелац         | Дисциплина | Резултат      | Пласман       | Резултат          | Укупно            | Плаасман | Детаљи |
| --------------- | ---------- | ------------- | ------------- | ----------------- | ----------------- | -------- | ------ |
| Емануела Феличи | Трап       | 60 (20+21+19) | =6 Рас        | Није се пласирала | Није се пласирала | 7 / 17   |        |